# Waswanipi (jezioro)
Waswanipi (fr. Lac Waswanipi) – jezioro w kanadyjskiej prowincji Quebec, w regionie administracyjnym Nord-du-Québec. Jest ono połączone rzeką Waswanipi z jeziorami Lac au Goéland i Matagami. Najbliższym ośrodkiem miejskim jest oddalone o ok. 60 km na południowy zachód Lebel-sur-Quévillon. Waswanipi ma kształt litery J, wrzynający się w wody jeziora półwysep Lay oddziela zatokę Baie du Sud-Ouest, na której znajdują się trzy duże wyspy, od reszty zbiornika. W roku 1818 superintendent Kompanii Zatoki Hudsona, Alexander Christie, nadał jezioru nazwę Woswonnupy Lake, rok później zmienił ją na Waswannupy Lake. Albert Peter Low w swoim raporcie z 1896 zaznaczył na mapie jezioro jako  „Waswanipi L.”. Tę nazwę pochodzenia indiańskiego powtórzył na swojej mapie Henry O'Sullivan w 1901, natomiast w 1968 roku otrzymała status oficjalny jako „Lac Waswanipi”.